# Jon Heidenreich
Jon Heidenreich (Los Angeles (Californië), 28 juni 1969) is een voormalig Amerikaans professioneel worstelaar van Oostenrijks afkomst. Hij was actief in het World Wrestling Entertainment (WWE).

## In worstelen
- Afwerking en kenmerkende bewegingen
  - Cobra clutch
  - Overhead gutwrench
  - Spinning side slam
  - Big boot
  - Catapult backbreaker
  - Chokeslam
  - Clothesline
  - Electric chair drop
  - Met Road Warrior Animal
    - Doomsday Device

- Managers
  - Paul Heyman
  - Christy Hemme
  - Michelle McCool
  - Ty Dillinger

## Kampioenchappen en prestaties
- Alabama Wrestling Federation
  - AWF Heavyweight Championship (1 keer)

- Bluegrass Championship Wrestling
  - BCW World Heavyweight Championship (1 keer)

- NWA Florida
  - NWA Mid–Florida Heavyweight Championship (1 keer)

- No Limit Wrestling
  - NLW World Championship (1 keer)

- Pro Wrestling ZERO1–MAX
  - NWA Intercontinental Tag Team Championship (1 keer met Nathan Jones)

- Texas Wrestling Alliance
  - TWA Tag Team Championship (1 keer met Busta)

- World Wrestling Council
  - WWC Universal Heavyweight Championship (2 keer)

- World Wrestling Entertainment
  - WWE Tag Team Championship (1 keer met Road Warrior Animal)